# Brittany Griffins
 (mars 2025).
Motif : Notoriété encyclopédique ? Historique notable ?
- Archive Wikiwix
- Bing
- Cairn
- DuckDuckGo
- E. Universalis
- Gallica
- Google
- G. Books
- G. News
- G. Scholar
- Persée
- Qwant
- (zh) Baidu
- (ru) Yandex
- (wd) trouver des œuvres sur Wikidata

| 1. | Préciser le motif de la pose du bandeau. | Précisez le motif de la pose du bandeau en utilisant la syntaxe suivante : {{admissibilité à vérifier\|date=mars 2025\|motif=remplacez ce texte par le motif}}                         |
| 2. | Informer les utilisateurs concernés.     | Pensez à avertir le créateur de l'article, par exemple, en insérant le code ci-dessous sur sa page de discussion : {{subst:avertissement admissibilité à vérifier\|Brittany Griffins}} |

Les Brittany Griffins était un club de football australien français situé en Bretagne. Créé en 2015, c'est le premier club de Bretagne. L'effectif était composé uniquement de joueurs français au passé sportif issu du rugby à XV. Le club a cessé son activité en octobre 2016.

## Histoire du club

### 2015: les origines
Le club a été fondé en mai 2015 sous l'impulsion d'un ancien joueur de rugby passionné par le football australien. Il s'agit du premier club officiel de football australien en Bretagne, adhérent de la fédération nationale et du Comité national de football australien. Disposant de la seule volonté de son fondateur, le club se structure de sorte qu'il ouvre une section séniors pour la saison 2015-2016 et sans même avoir de joueurs. Les deux premiers joueurs licenciés du club sont invités par les Paris Cockerels pour participer à la Holdstock Cup en juillet 2015. Disposant des équipements de la communauté de communes, le club organise ses premiers entraînements au terrain de rugby de la ville de Combourg. La saison 2015-2016 est lancée, le championnat de France de football australien débute, deux licenciés participent au match de championnat Paris Cockerels-Paris Cockatoos.
- 5 mai 2015 : Fondation du club Brittany Griffins
- 18 juillet 2015 : Journée d'initiation au football australien à Combourg[3]
- 25 juillet 2015 : Participation des joueurs à la Holdstock Cup à Vincennes
- 16 septembre 2015 : Début des entraînements de l'équipe à Combourg
- 31 octobre 2015 : Participation de joueurs au match de championnat de France Cockerels - Cockatoos
- 11 novembre 2015 : Début des entraînements au terrain de la Chapelle-aux-Filtzméens pour la disponibilité de l'éclairage
- 15 décembre 2015 : Entraînement avec le EGHB Liffré Football Gaélique à Liffré
- 27 janvier 2016 : Entraînement avec l'EGHB Liffré Football Gaélique à la Chapelle-aux-Filtzméens
- 16 mars 2016 : Entraînement avec les Rennes GAA à la Chapelle-aux-Filtzméens
- 26 mars 2016 : 1re participation à la Coupe de France Nord, 3e place
- 30 juin 2016: Dernier entraînement et fin de saison
- 3 octobre 2016:Fermeture officielle du club pour raison technique (départ du président et coach)

## L'Équipe

### Effectif officiel

#### Licenciés 2015-2016
| Nom     | Prénom   | Nationalité | Année de naissance | Numéro | Ancien club                               |
| ------- | -------- | ----------- | ------------------ | ------ | ----------------------------------------- |
| Arnaud  | Deleurme | FRA         | 1980               | 12     | Thessaloniki Lions RFC , Saint-Malo Rugby |
| Joceran | Dugué    | FRA         | 1985               | 15     | Gennevilliers Rugby                       |
| Luck    | Gentil   | FRA         | 1992               | 6      | SC Le Rheu Rugby , CS Dingé               |
| Vincent | Normand  | FRA         | 1978               | 50     | Avranches Rugby                           |

## Les infrastructures
Disposant au départ du Complexe Sportif de la Communauté de Communes à Combourg, les Griffins disposent d'un terrain de rugby et de vestiaires avec douches à partir du 
15 septembre 2015 jusqu'au 1er novembre. La saison hivernale, le club se délocalise au terrain des sports de la commune de la Chapelle-aux-Filtzméens située à quelques kilomètres de Combourg.
Ce terrain dispose en effet d'un éclairage pour les entraînements la nuit tombée.
Le terrain est mis à disposition gracieusement par la commune, il est uniquement consacré au Football australien. Aucun autre club de sport n'occupe le terrain.
Fin mars 2016, il sera installé les buts de rugby du terrain de Combourg en place des buts de football sur le terrain des sports de la Chapelle-aux-Filtzméens.

## Compétitions
Depuis la création du club en 2015, le club n'est pas officiellement engagé dans une compétition de football australien en France. Cependant, quelques joueurs du club ont pu prendre part des compétitions officielles.

### Holdstock Cup
Le 25 juillet 2015 fut organisé une coupe en l'honneur de l'ancien joueur australien des Paris Cockerels : Garrath Holdstock. Deux joueurs des Brittany Griffins ont intégré l'équipe parisienne pour les confrontations avec les Paris Cockatoos et les Amsterdam Demons. 

### Championnat de France 2015-2016
Le 31 octobre 2015, deux joueurs des Brittany Griffins ont intégré l'équipe parisienne des Paris Cockerels pour la confrontation avec les Paris Cockatoos dans le cadre de la seconde journée de championnat.

### Coupe de France Nord 2016
Le 26 mars 2016 a lieu la première édition de la Coupe de France Nord de Football australien à Pontoise (Val-d'Oise). Elle rassemble quatre équipes dont les Brittany Griffins qui est composée également de quelques joueurs des autres équipes (Coyotes Cergy-Pontoise et Cockerels Paris). 
Les Brittany Griffins sous le nom "All-Stars" terminent 3e après avoir battu en petite finale l'équipe des Alfa Lions 19-15.